# サン・シール陸軍士官学校
座標: 北緯47度56分43秒 西経2度09分08秒 / 北緯47.9453度 西経2.1522度

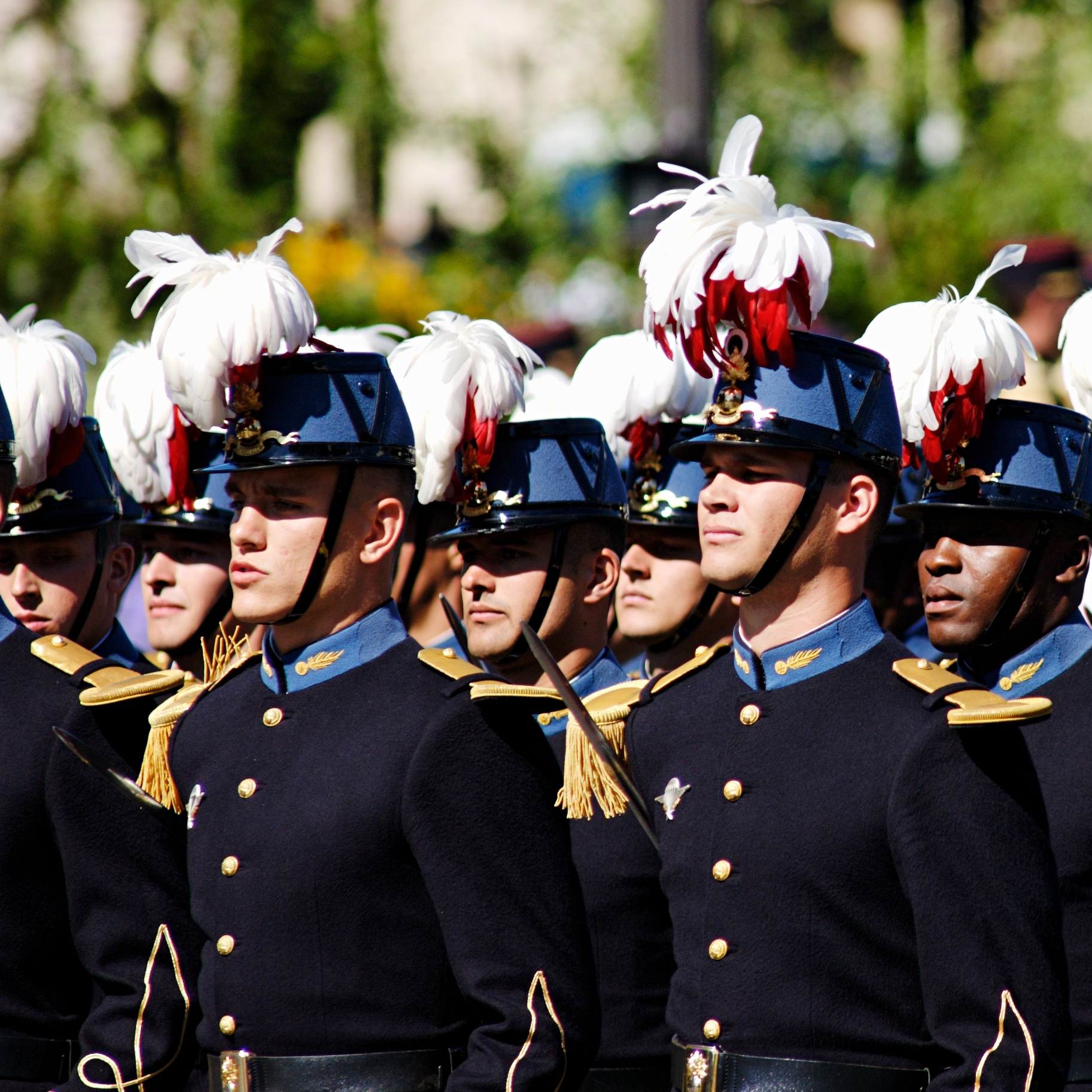
2008年パリ祭の軍事パレードに参加した第1大隊

サン・シール陸軍士官学校（仏: École Spéciale Militaire de Saint-Cyr）は、フランスの士官学校。通称サン・シール。ブルターニュ地域圏モルビアン県Guer Coëtquidanに位置する。
サン・シールへ士官候補生として入学できる学生は、21歳前後で、軍民の大学で優秀な成績を修め、学士号を既に持つ者だけである。サンシールの学生はサン・シーリャン、シラーズなどの愛称で呼ばれる。3年間のサン・シールでの学習は、近年では緩和され、ヨーロッパ単位互換評価制度（ECTS）に統合された、民間学習プログラムで使われている単位システムを利用している。全ての士官候補生は修士号を取得して、正式に士官として任官していく。
サン・シール陸軍士官学校は、1803年にナポレオン・ボナパルトによって、パリ郊外のフォンテーヌブローに設立された。その後何度かの移転を経た後、1808年に最終的にパリ西方のサン＝シール＝レコールに移転し、戦後現在の場所に移った。現在の学長はNicholas de Lardemelle少将。

## モットー

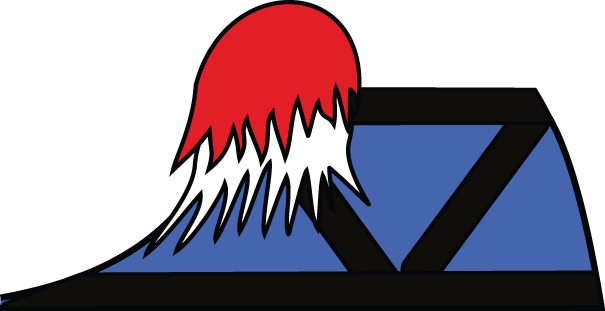
Casoar of Saint-Cyr（「サンシールのヒクイドリ」）と呼ばれる正帽の羽根かざり

ナポレオンによる最初のモットーは彼ら勝つために学ぶ（仏: Ils s'instruisent pour vaincre）である。
その後、ルイ18世の復古王政期には、彼ら祖国を守るために学ぶ（仏: Ils s'instruisent pour la Défense de la Patrie）がモットーとなった。しかし、1848年から1870年までのルイ・ナポレオンが国家元首となった第二共和政、第二帝政期では、ナポレオンのものが再び使われた。
さらに、次に名誉と国家（仏: Honneur et Patrie）が1918年まで使われた。そして、その後はナポレオンのものが再度使用されている。

## 歴史
この士官学校（École Spéciale Militaire）は、ナポレオンによって、1802年5月1日（フランス革命暦10年フロレアル（花月）11日）に、ブルボン朝の王立士官学校（École Royale Militaire）に代わるものとして、フォンテーヌブローに設立された。その後、ナポレオンが皇帝に即位するにあたって、帝国士官学校（École Spéciale Impériale Militaire）に改められた。
1806年に、フランス革命によって廃止された、メゾン・ロワイヤル・ド・サンルイ（Maison royale de Saint-Louis、貧困に陥った戦死した貴族の子女のための学校）があったイヴリーヌ県サン＝シール＝レコールに移転した。
この学校は、ナポレオン戦争期を通じて、多数の青年士官を養成した。ナポレオンが退位した後も、1940年の第二次世界大戦におけるフランス降伏まで、サン・シールにあった。ヴィシー政権が成立すると、士官学校もヴィシー政権が統治を許された南仏のエクス＝アン＝プロヴァンスに移転した。1942年にフランスがナチス・ドイツによって全面占領下におかれると、士官学校は廃止されてしまった。しかし、士官候補生たちは、ド・ゴールの指揮の下、自由フランス領のCherchell（現アルジェリア）で訓練を続けた。
1944年にフランス解放が成し遂げられると、士官学校は、ジャン・ド・ラトル・ド・タシニ将軍の手により、モルビアン県Coëtquidanのキャンプで再開された。サン・シールの元のキャンパスは、連合軍の爆撃によって、破壊しつくされてしまっていたためであった。そして、サン・シール陸軍士官学校は今日もその場所にある。
1961年の制度改革で学校は2つのコースに分けられた。1983年にサン・シール陸軍士官学校は初めて女性の入学を認めた。2002年には直接任官制度をますます多様にする改革がおこなわれている。
2012年10月29日に訓練生が同校の伝統を新入生に教えるためとして行われた夜間訓練に参加し、沼地を泳いで渡る途中で溺れて死亡した事件が発生し、将官1人を含む軍人7人が過失致死罪に問われ、陸軍大尉、部隊長、事件後に除隊した元兵士の3人に、執行猶予付き禁錮6～8月の有罪判決、4人が無罪となった。
サン・シール陸軍士官学校では、1802年から数えて、2千人の外国人留学生を含む6万5千人の士官候補生達が卒業し、そのうち9639人が戦死した。卒業生には、11人の元帥、3人のフランス大統領、2人の撃墜王、6人のアカデミー・フランセーズ会員、1人のカトリック教会による列福者（シャルル・ド・フーコー）がいる。

## 博物館
博物館は、一般公開と、グループツアー客向けで開館時間が異なる。一般向けは、平日10時から12時、土日10時から12時、14時から18時である。グループツアー客に対しては、平日の14時半から17時まで開館している。休館日は月曜（全日）および木曜（午後）。
博物館は、cour Rivoliに位置している。常設展示は「アンシャン・レジームの終わりから現代までのサン・シーリャンの生活」で、歴代の制服・個人所有物・芸術作品・レプリカでない書類・武器・装飾品・民族遺跡などを見ることが出来る。

## 学校生活

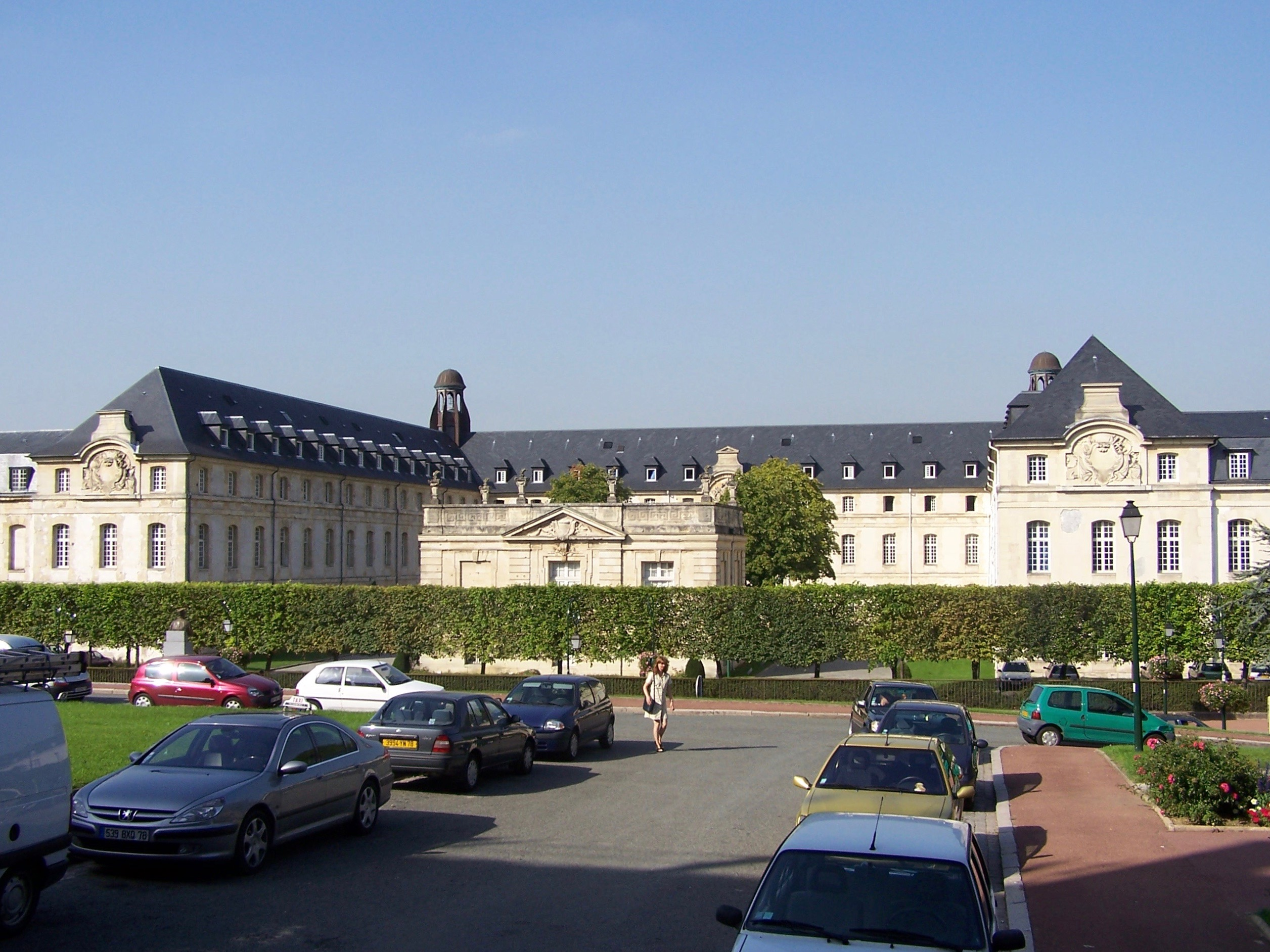
校舎

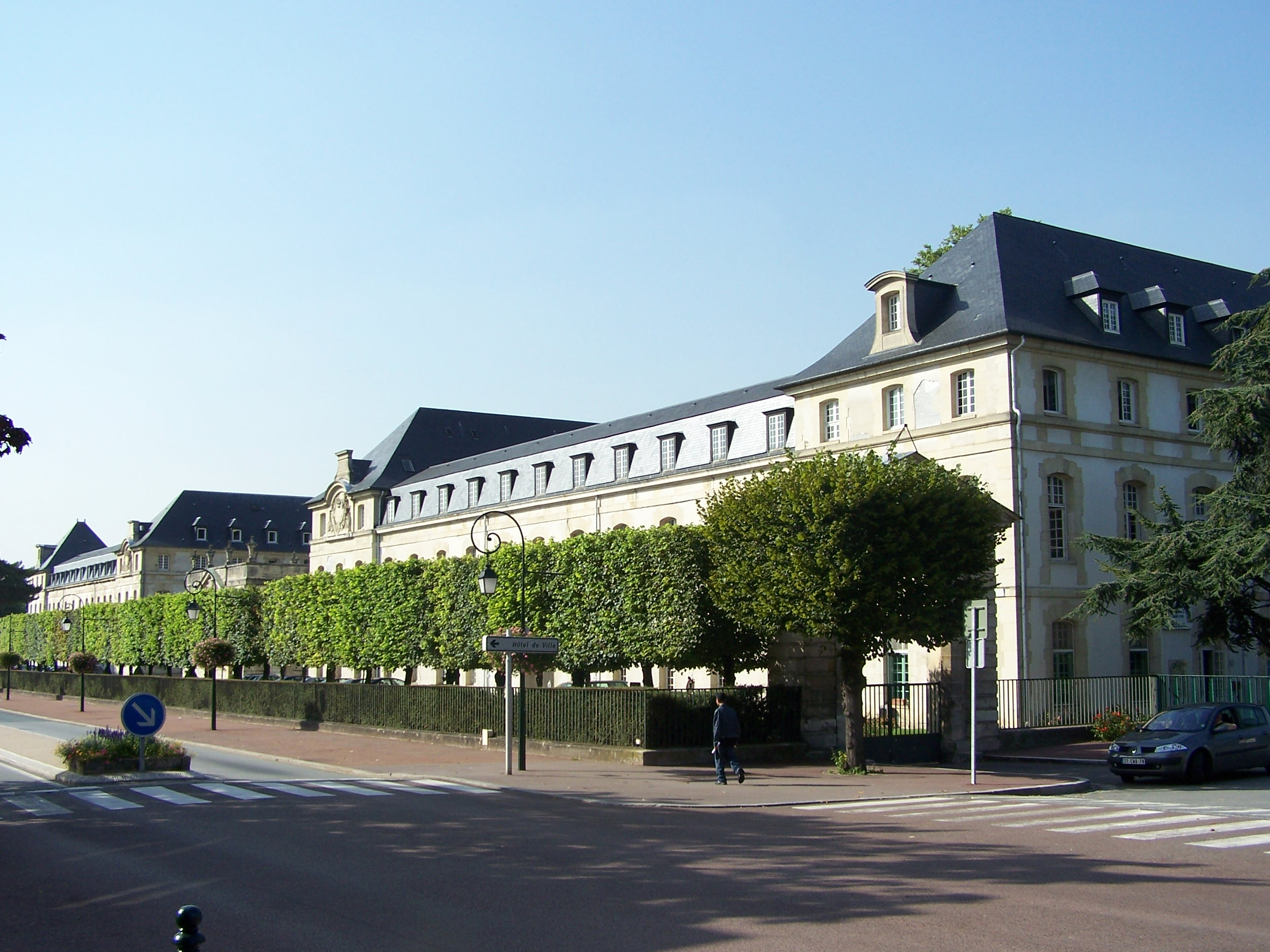
校舎

サン・シール陸軍士官学校は、内部にいくつかのコースを持つ。一般の本科のESM（École Spéciale Militaire de Saint-Cyr、）は、毎年の国家試験を通じて選抜され、卒業後直接士官として任官するルートである。もう1つが隊内選抜科のEMIA（École Militaire Interarmes）であり、推薦を受けた下士官や予備役の士官が、士官候補生となるべく学ぶためのルートである。3つ目のコースとして、EMCTA（École Militaire du Corps Technique et Administratif）という、軍政を専門とする将校を養成するコースもある。
本科には、既に学士を有し、もしくはグランゼコールの卒業者である者が出願資格を持つ。彼らは、教養試験を受け、適性と知能テストを受ける。それらは、バカロレア+2クラスのテストである。面接審査や体力測定も含まれる。フランス人だけでなく、毎年多数の外国人生徒も入学している。
3年間にわたり、教養・軍事的・肉体的そして、指導力発揮の訓練を受ける。
最初の年は、軍事教練と教養が行われる。そして、2、3年次には教養も行われるが、1週間から3週間の軍事教練によって中断されることがしばしばである。サン・シールの士官候補生は、既に任命された正規の士官である。カリキュラムは9月の学年始めから、翌年の7月にかけて行われる。
本科学生の育成は大隊単位で行われている。1年生（士官候補生、rang d'élève-officier）はフランス第3大隊に、2年生（少尉心得、rang d'aspirant）はフランス第2大隊に、3年生（少尉）はフランス第1大隊に配属されている。また、サン・シール陸軍士官学校において短期教育を受けている予備役将校・特別任務将校・見習士官（Aspirants）はフランス第4大隊に配属される。
卒業すると、生徒たちは中尉で任官し、もう一年を各員が選択した専門の学校で過ごし、小隊長として連隊に配属される。また、彼らは専攻に基づく修士修了証書を得る。サン・シールで専攻できるものには、工学・理学・古典文学・現代史・歴史・言語・応用言語・地理学・経済学・法学・コンピューターサイエンス・体育学・政治学・アジア学がある。
伝統行事として、往時の本物の兵器と制服を使っての、有名な戦いの再現劇と式典の催しがある。
また、パリ祭においてはエコール・ポリテクニーク、フランス海軍兵学校の生徒とともに、軍事パレードで行進する。以下はその写真である。

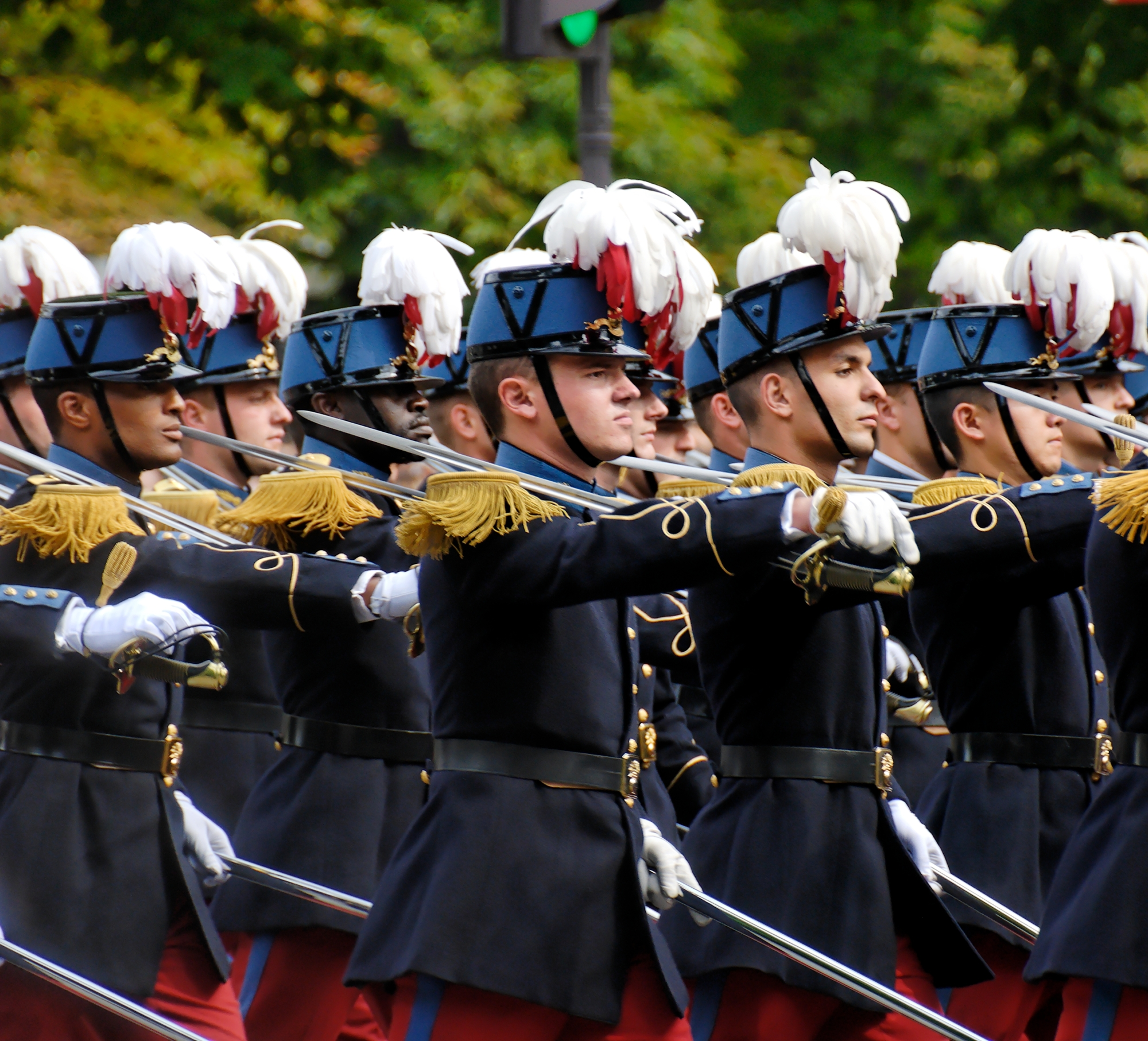
2007年パリ祭の軍事パレードにおいて、シャンゼリゼ通りを行進する2007年卒業の士官候補生達。
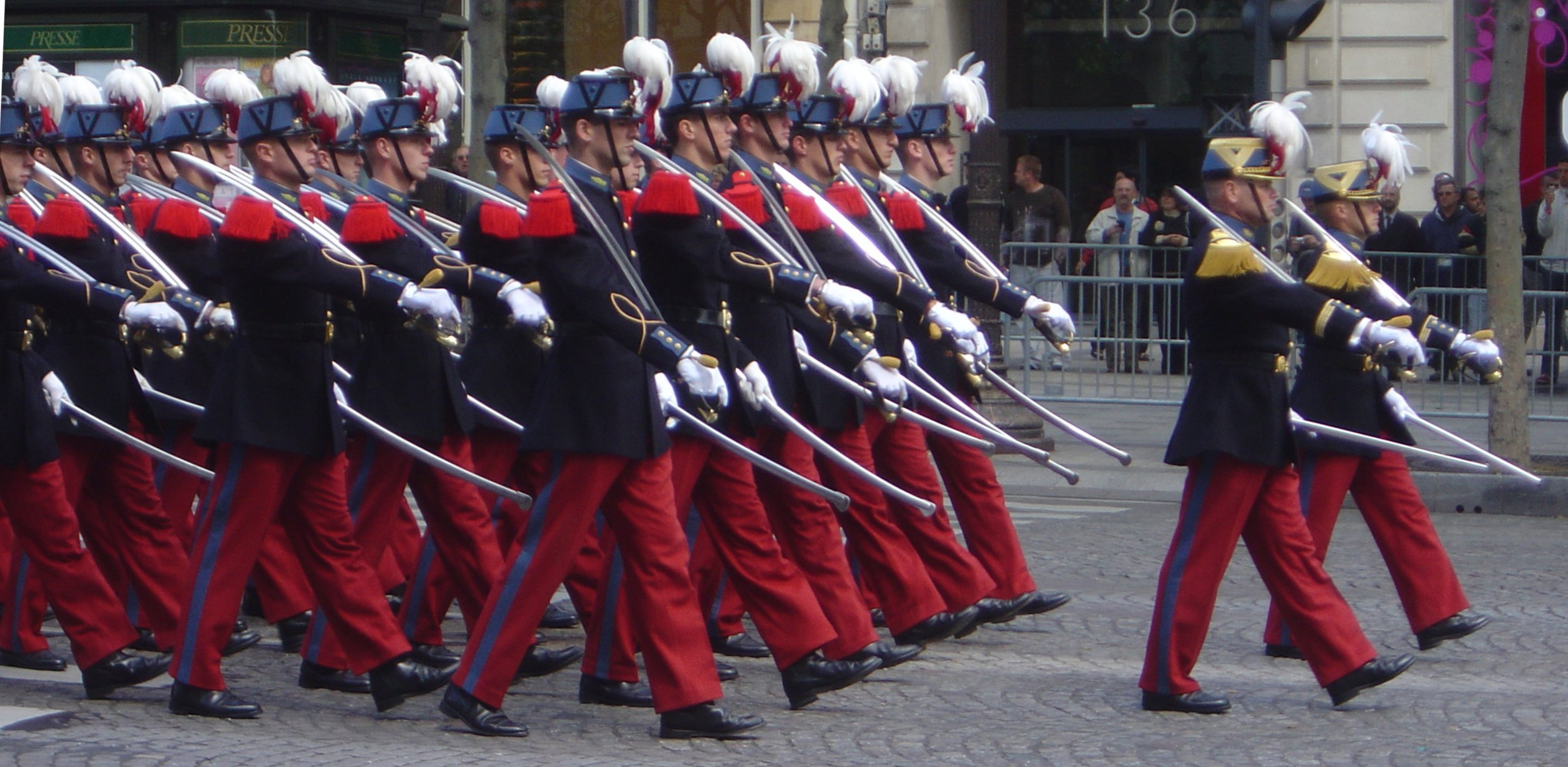
同左
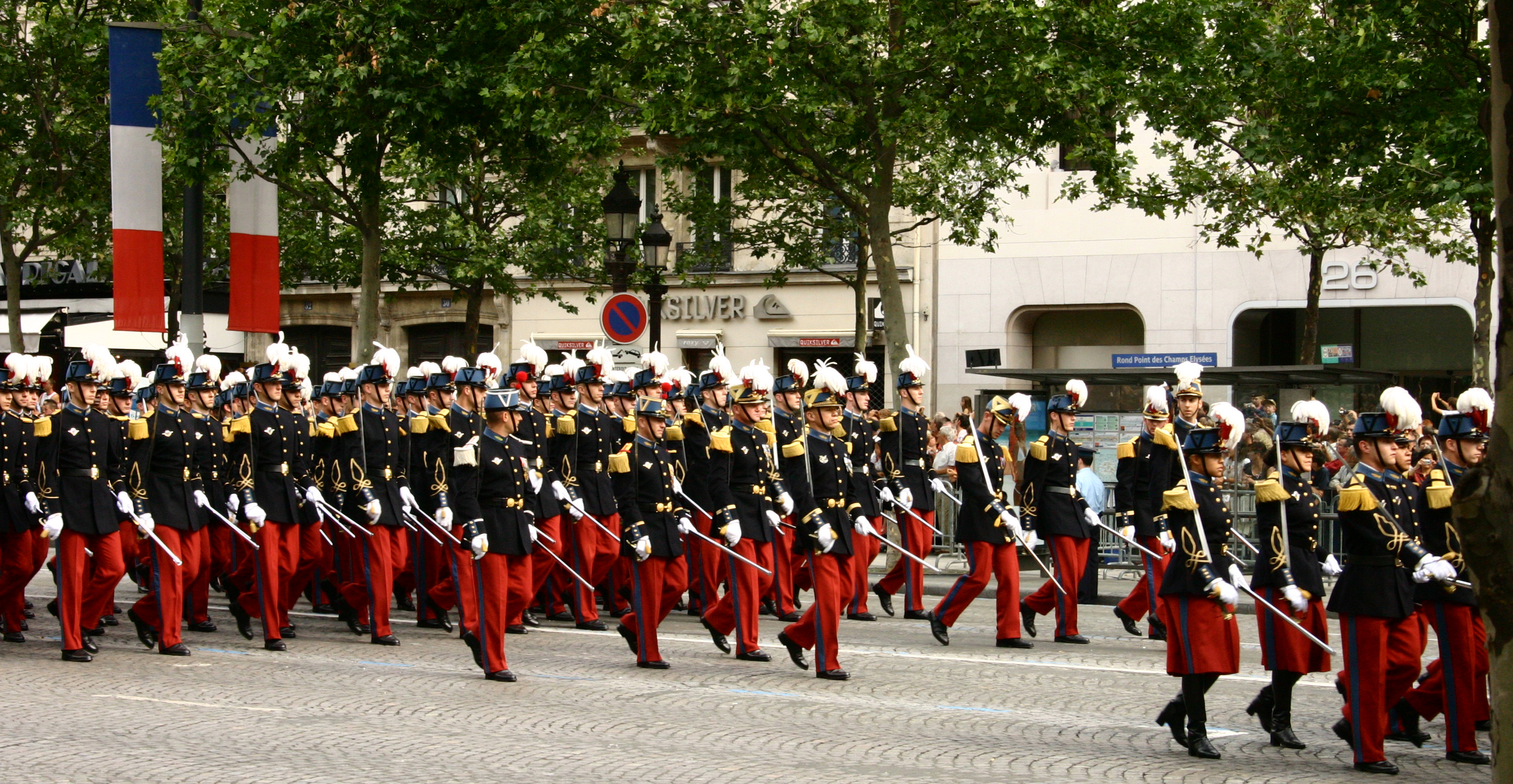
同左
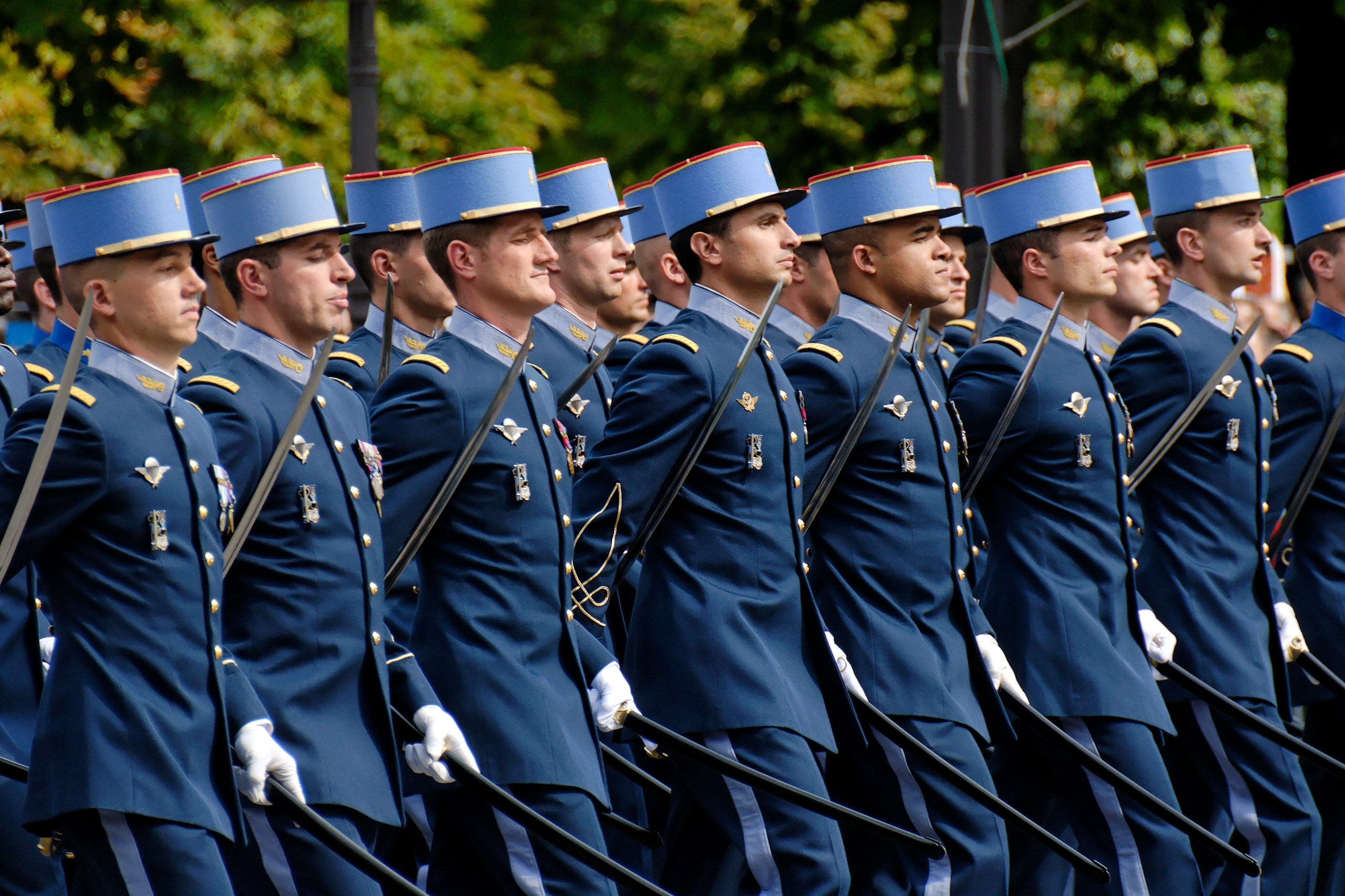
同じく行進する隊内選抜コースの士官候補生達。

## 著名な卒業生

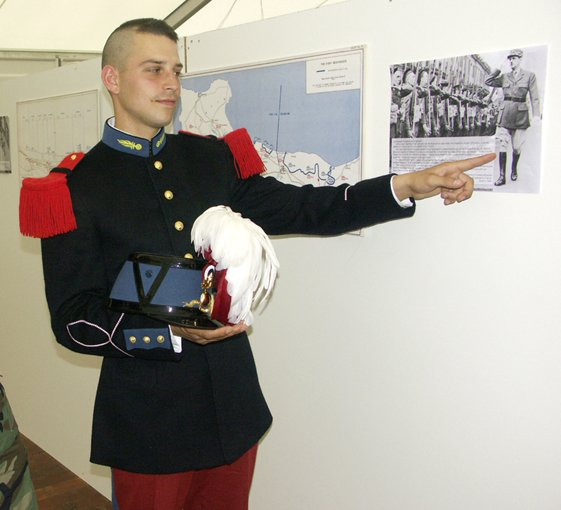
正装を着用するサン・シーリャン

：の後の数字年は卒業年を示す。

### フランス本国出身者
- Aimable Jean Jacques Pélissier（1794年 – 1864年）：1815年
- パトリス・ド・マクマオン（1808年 – 1893年）：1827年
- François Certain Canrobert（1809年 – 1895年）：1828年
- アルフレッド・ケネー・ド・ボルペール（1830年 – 1898年）：軍人、画家
- アルベール・シャルル・デュ・ブスケ（1837年 ‐ 1882年）：お雇い外国人
- ジュール・ブリュネ（1838年 - 1911年）：映画『ラスト サムライ』のモデル
- ジョゼフ・ガリエニ（1849年 – 1916年）
- Hubert Lyautey（1854年 – 1934年）：1873年
- Louis Franchet d'Espérey（1856年 – 1942年）：1876年
- フィリップ・ペタン（1856年 – 1951年）：1887年
- シャルル・ド・フーコー（1858年 - 1916年）：1877年
- Adolphe Guillaumat（1863年 – 1940年）：1884年
- マキシム・ウェイガン（1867年 – 1965年）：1887年
- Arthur Constantin Krebs（1878年 – 1964年）：パナール社長、パリ消防旅団長
- シャルル・ドゥレストラン（1879年 - 1945年）：レジスタンス運動家
- アンリ・ジロー（1879年 – 1949年）
- Paul Legentilhomme（1884年 – 1975年）：1907年
- Alphonse Juin（1888年 – 1967年）：1912年
- Jean de Lattre de Tassigny（1889年 – 1952年）：1911年
- シャルル・ド・ゴール（1890年 – 1970年）：1912年
- Auguste Lahoulle（1891年 – 1959年）：第一次世界大戦における撃墜王
- Henry Hay de Slade（1893年 – 1979年）：第一次世界大戦における撃墜王
- Jean-Étienne Valluy（1899年 – 1970年）
- Pierre Nord（1900年 – 1985年）：1922年、作家
- フィリップ・ルクレール（1902年 – 1947年）：1924年
- アンリ・フルネ（1905年 - 1988年）：レジスタンス運動家
- Gabriel Brunet de Sairigné（1913年 – 1948年）：1933年
- Michel Arnaud（1915年 – 1990年）：1935年
- David Galula（1919年 - 1967年）：1940年
- ジョルジュ・ネラン（1920年 – 2011年）：1940年、カトリック司祭、遠藤周作らの支援者
- Hélie de Saint Marc（1922年 - 2013年）：1947年、レジスタンス運動家

### 海外出身者
- ハージアリー・ラズムアーラー（1901年 - 1951年）：イランの首相
- Bahram Aryana（1906年 - 1985年）：イランの参謀総長
- Felipe Ángeles（1868年 – 1919年）：メキシコ革命革命派
- モナコ大公ルイ2世（1870年 – 1949年）
- Sardar Homayoun（1850年代 – 1930年代）：イラン最初期の軍人
- Abdollah Khan Momtaz：1912年
- セルビア王ペータル1世（1844年 – 1921年）： 1862年
- Iosif Butoi（1900年 - 1957年）：ルーマニア軍事学校校長
- 閑院宮載仁親王：日本の皇族軍人、参謀総長、陸軍元帥
- 北白川宮成久王：日本の皇族軍人
- 朝香宮鳩彦王：日本の皇族軍人、陸軍大将
- 東久邇宮稔彦王：日本の皇族軍人、陸軍大将、内閣総理大臣
- 久松定謨：1889年、日本の華族軍人、歩兵、陸軍中将
- 秋山好古：1889年、日本の軍人、騎兵、陸軍大将